# Diocese de Erfurt
A Diocese de Erfurt (em latim: Dioecesis Erfordiensis e em alemão:  Bistum Erfurt) é uma circunscrição eclesiásticas católica alemã, sufragânea da Arquidiocese de Paderborn.

## Território
A diocese abrange o estado da Turíngia. A sede episcopal é a cidade de Erfurt, onde fica a Catedral de Santa Maria.
O território é dividido em 7 decanatos e 178 paróquias.

## História
A primeira diocese de Erfurt foi erigida por São Bonifácio em 742, mas já em 755 foi suprimida, e o território anexado ao da então Arquidiocese de Mogúncia, hoje diocese. Segundo a tradição, o primeiro e único bispo desse período foi Santo Adalar.
Em 23 de julho de 1973 foi erigida a administração apostólica de Erfurt-Meiningen, combinando os territórios das dioceses de Fulda e Wurtzburgo, que pertenciam à Alemanha Oriental.
Em 27 de junho de 1994, por meio da bula Quo aptius, do Papa João Paulo II, a administração apostólica foi elevada à categoria de diocese e assumiu seu nome atual.
A diocese foi visitada pelo Papa Bento XVI em 24 de setembro de 2011.

## Líderes
Administração apostólica:
| #                 | Nome                 | Período    | Notas                   |
| Bispos            | Bispos               | Bispos     | Bispos                  |
| ----------------- | -------------------- | ---------- | ----------------------- |
| 3º                | Ulrich Neymeyr       | 2014-atual |                         |
| 2º                | Joachim Wanke        | 1981-2012  |                         |
| 1º                | Hugo Aufderbeck      | 1973-1981  |                         |
| Bispo-coadjutor   |                      |            |                         |
|                   | Joachim Wanke        | 1980-1981  |                         |
| Bispos auxiliares |                      |            |                         |
|                   | Reinhard Hauke       | 2005-atual |                         |
|                   | Hans-Reinhard Koch   | 1985-2004  |                         |
|                   | Joachim Meisner      | 1975-1980  | Nomeado Bispo de Berlim |
|                   | Karl Christian Ebert | 1973–1974  |                         |

## Estatísticas
A diocese, até 2016, cerca de 7% da população local (pouco mais de 2 milhões) era católica.